# Trois poésies de la lyrique japonaise

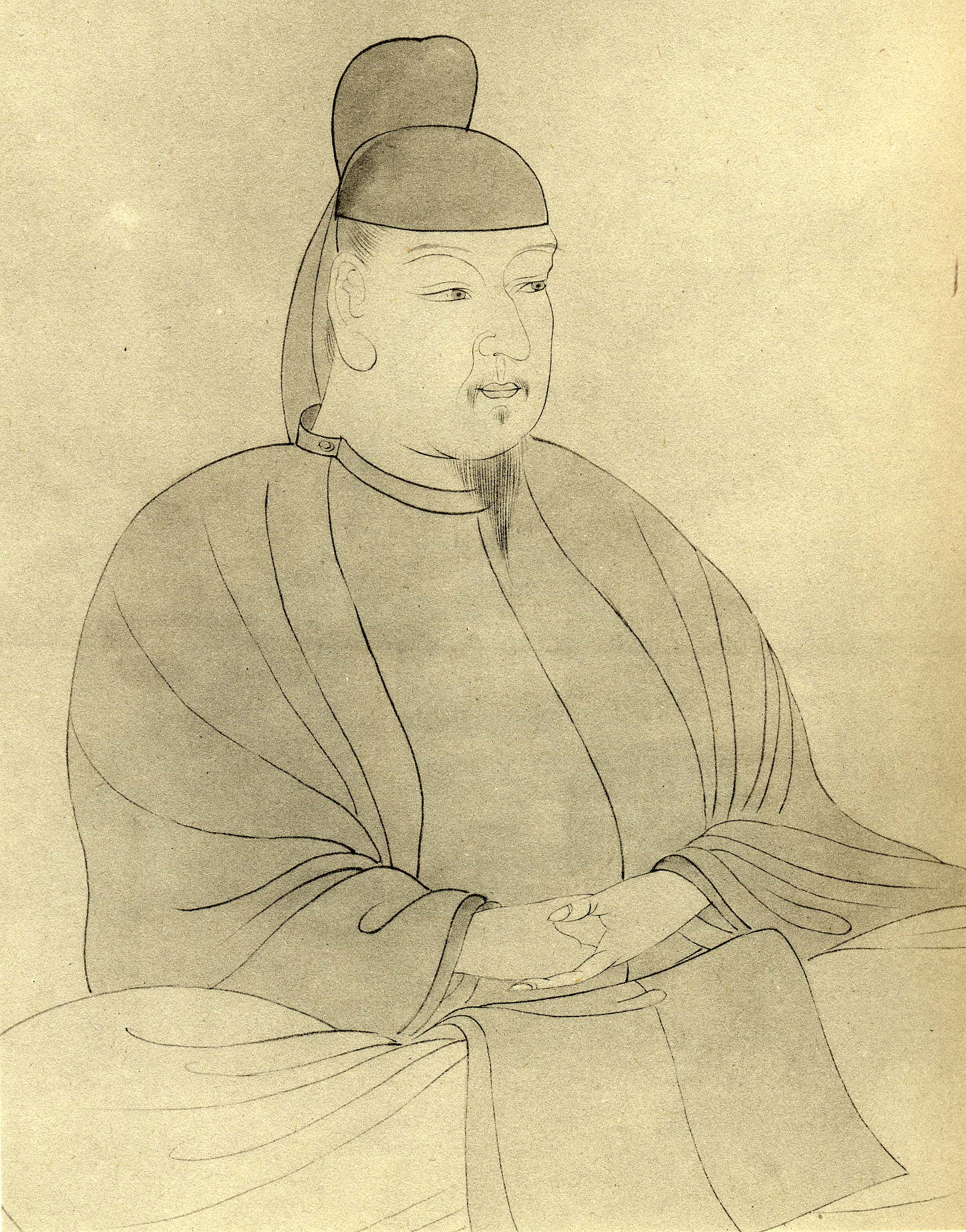
Illustration du poète Yamabe no Akahito, la première pièce porte son nom.

Les Trois poésies de la lyrique japonaise sont trois pièces pour voix aiguë et piano ou petit ensemble instrumental, composées par Igor Stravinsky en décembre 1912 et janvier 1913, pendant la composition du Sacre du printemps. Leur durée totale est de trois à quatre minutes. Les textes sont des traductions en russe de waka japonais par A. Brandt. Il existe également une version en français, traduite par Maurice Delage.
Les trois pièces portent le nom du poète ayant écrit le texte :
1. Akahito (Yamabe no Akahito), dédié à Maurice Delage
2. Mazatsumi (Minamoto no Masazumi), dédié à Florent Schmitt
3. Tsaraïuki (Ki no Tsurayuki), dédié à Maurice Ravel

## Histoire
Le 8 décembre 1912, Stravinsky se rend à Berlin pour une audition du Pierrot lunaire d'Arnold Schönberg, créé le 16 octobre. À ce moment, il a déjà une ou deux de ses Trois Poésies de la lyrique japonaise de composées dans la version avec piano, dans le même cahier d'esquisses que Le Sacre du printemps, qu'il compose à ce moment. On ne peut donc pas dire avec certitude que l'audition de Pierrot lunaire ait réellement influencée l'écriture de ses pièces. Cependant l'instrumentation du cycle de Stravinsky est très proche de celle du l'œuvre de Schönberg : deux flûtes, deux clarinettes, piano et quatuor à cordes pour Stravinsky ; flûte, clarinette, piano, violon, violoncelle pour Schönberg. Il est intéressant de savoir également que les Trois poèmes de Mallarmé de Maurice Ravel, datant de la même période, sont instrumentés de la même façon sans que celui n'ait alors entendu le Pierrot lunaire.
Les Trois Poésies de la lyrique japonaise ont été créées le 14 janvier 1914 à la Société musicale indépendante, à Paris. Interprète: Galina Nikitina.

## Textes
| Akahito | Akahito |
| --- | --- |
| Я белые цветы в саду тебе хотела показать. Но снег пошёл. Не разобрать, где снег и где цветы !                                   | Descendons au jardin je voulais te montrer les fleurs blanches. La neige tombe... Tout est-il fleurs ici, ou neige blanche ?                                               |
| Mazatsumi | |
| Весна пришла. Из трещин ледяной коры запрыгали, играя в речке пенные струи : они хотят быть первым белым цветом радостной весны. | Avril parait. Brisant la glace de leur écorce, bondissent joyeux dans le ruisselet des flots écumeux : Ils veulent être les premières fleurs blanches du joyeux Printemps. |
| Tsaraïuki | |
| Что это белое вдали ! Повсюду, словно облака между холмами. То вишни разцвели ; пришла желанная весна.                           | Qu'aperçoit-on si blanc au loin ? On dirait partout des nuages entre les collines : les cerisiers épanouis fêtent enfin l'arrivée du Printemps.                            |

## Discographie
- Robert Craft a d'abord enregistré l'œuvre sous la supervision de Stravinsky en 1968 avec Evelyn Lear et des musiciens du Columbia Symphony Orchestra. Cet enregistrement est disponible dans l'intégrale Stravinsky chez Sony Classical. Il a réenregistré l'œuvre en 1997, cette fois-ci avec Susan Narucki et le Twentieth Century Classics Ensemble. L'enregistrement est maintenant disponible chez Naxos.